# Krivoklát
Krivoklát (Hongaars: Széppatak) is een Slowaakse gemeente in de regio Trenčín, en maakt deel uit van het district Ilava.
Krivoklát telt 262 inwoners.